# ロッキン・オール・オーヴァー・ザ・ワールド (アルバム)
| 専門評論家によるレビュー | 専門評論家によるレビュー |
| レビュー・スコア         | レビュー・スコア         |
| 出典                     | 評価                     |
| ------------------------ | ------------------------ |
| Allmusic                 | link                     |
| Robert Christgau         | B+ link                  |

『ロッキン・オール・オーヴァー・ザ・ワールド』 (Rockin' All Over the World) は、イギリスのバンド、ステイタス・クォーが1977年にリリースした10枚目のスタジオ・アルバム。

## 解説
本作は、初めてピップ・ウィリアムズを音楽プロデューサーとして迎え、公式メンバーとしてアンディ・ボウンが参加している。1977年11月にリリースされ、5位に達した。
タイトルトラックは、もとはジョン・フォガティによって書かれた曲であり、1977年9月にステイタス・クォーからシングルとしてリリースされて、3位に達するヒットとなった。B面には、前作『ブルー・フォー・ユー』収録の「リング・オブ・ア・チェンジ」が収録された。このアルバムからは他にシングルはリリースされなかったが、「Can't Give You More 」は、1991年のアルバム『ロック・ティル・ユー・ドロップ』で再録され、シングルとしてリリースされて、37位となった。
このアルバムは、2005年にマーキュリーから再発売され、ボーナストラックとしてビートルズの「ゲッティング・ベター」のカバーが収録された。この曲はもともと、映画『映画と実録でつづる第二次世界大戦』向けのサウンドトラックとして1976年にレコーディングされたものである。

## 収録曲
1. "Hard Time"
演奏時間: 4:45、作曲: ロッシ、パーフィット
2. "Can't Give You More"
演奏時間: 4:15、作曲: ロッシ、ヤング
3. "Let's Ride"
演奏時間: 3:03、作曲: ランカスター
4. "Baby Boy"
演奏時間: 3:12、作曲: ロッシ、ヤング
5. "You Don't Own Me"
演奏時間: 3:03、作曲: ランカスター、マイケル・グリーン
6. "Rockers Rollin'"
演奏時間: 4:19、作曲: パーフィット、ジャッキー・リントン
7. "Rockin' All Over the World"
演奏時間: 3:36、作曲: フォガティ
8. "Who Am I"
演奏時間: 4:30、作曲: ピップ・ウィリアムズ、ピーター・ハッチンズ
9. "Too Far Gone"
演奏時間: 3:08、作曲: ランカスター
10. "For You"
演奏時間: 3:01、作曲: パーフィット
11. "Dirty Water"
演奏時間: 3:51、作曲: ロッシ、ヤング
12. "Hold You Back"
演奏時間: 4:30、作曲: ロッシ、パーフィット、ヤング

### 2005年リイシュー盤ボーナストラック
1. "Getting Better"
演奏時間: 2:19、作曲: レノン＝マッカートニー

## パーソネル
- フランシス・ロッシ – ギター、ヴォーカル
- リック・パーフィット – ギター、ヴォーカル
- アラン・ランカスター – ベース、ヴォーカル
- アンディ・ボウン – キーボード、バッキングヴォーカル
- ジョン・コーラン – ドラム